# Julius Schreck
Julius Schreck (Monaco di Baviera, 13 luglio 1898 – Monaco di Baviera, 16 maggio 1936) è stato un generale tedesco, primo comandante delle SS.

## Biografia
Schreck prese parte alla prima guerra mondiale e raggiunse il grado di vice sergente. Entrò nel Partito nazista nel 1920, nello stesso periodo in cui aderì Adolf Hitler, i due divennero ben presto amici, e due dei principali sostenitori del nuovo partito.
Nel 1921 Schreck fu uno dei fondatori delle SA, e l'ideatore dello Stabswache, che costituì il primo nucleo di guardie del corpo di Hitler. Nel 1923, Schreck partecipò al fallito Putsch della birreria di Monaco, e venne incarcerato nella prigione di Landsberg insieme agli altri leader del movimento.
Quando, nel 1925, il Partito nazista venne ricostituito, Schreck, insieme con Emil Maurice, decise di fondare una nuova unità, nota come Stosstrupp Adolf Hitler, con il solo scopo di proteggere Hitler da futuri attentati. L'anno seguente, il gruppo di otto uomini venne rinominato  Schutzstaffel” e Schreck, con la tessera numero 5 della nuova formazione, ne assunse il comando, in qualità di Reichsführer-SS.
Nel 1926, abbandonò la guida delle SS, che nel frattempo aveva raggiunto i 100 membri, rimanendovi comunque all'interno e lavorando come chauffeur privato di Hitler. Nel 1930, dopo che il comando venne assunto da Heinrich Himmler, venne nominato SS-Standartenführer e di lì a poco SS-Oberführer. In ottimi rapporti con Hitler, continuò a essere suo autista personale.
Nel 1936, Schreck si ammalò di meningite e morì il 16 maggio. Venne onorato con funerali di stato, durante i quali Hitler lesse personalmente l'elogio funebre.